# Maic Malchow
Maic Malchow (né le 11 octobre 1962 à Borna) est un coureur cycliste sur piste est-allemand. Spécialiste du kilomètre contre-la-montre, il devient champion du monde amateur de cette discipline en 1986.

## Palmarès

### Championnats du monde
- 1980
  -  Champion du monde du kilomètre juniors
  -  Champion du monde de vitesse individuelle juniors
- 1986
  -  Champion du monde du kilomètre amateurs

### Championnats nationaux
- Champion d'Allemagne de l'Est du kilomètre en 1981, 1984, 1986 et 1988.